# マリア・リクトラス
マリア・リクトラス（Maria Liktoras、女性、1975年2月20日 - ）は、ポーランドの元バレーボール選手。ポジションはミドルブロッカー。元ポーランド代表。

## 来歴
旧ソ連のミネラーリヌィエ・ヴォードィ出身。1997年よりウクライナのクラブでプレーし、2001年にポーランドの市民権を取得。PTPSピワに所属したシーズンには国内リーグ、ポーランドカップでタイトルを獲得。
2003年よりポーランド代表でプレーし、同年の欧州選手権では金メダルを獲得した。2005年の同大会へは怪我のためメンバーから外れた。
2006年の世界選手権、2007年ワールドカップなどの三大大会ではチームの主軸として活躍した。2007-08シーズンはロシアリーグのディナモ・モスクワでプレーしていた。
2008年5月の北京五輪世界最終予選では首位通過で40年ぶりの出場権獲得に貢献した。北京オリンピックを最後に現役引退。

## 球歴
- オリンピック - 2008年
- 世界選手権 - 2006年
- ワールドカップ - 2003年、2007年
- 欧州選手権 - 2003年、2007年
- ワールドグランプリ - 2004年、2005年、2006年、2007年

## 所属クラブ
- Dynamo Jenestra Odessa
- チェミック・ポリツェ
- PTPSピワ
- SSKカリシア・カリシュ
- Balakovo AES
- ディナモ・モスクワ（2007-2008年）